# Kiko Casilla
Artikeln följer den spanska namnseden; faderns efternamn är Casilla och moderns efternamn Cortés.
Francisco "Kiko" Casilla Cortés, född 2 oktober 1986 i Alcover, är en spansk fotbollsmålvakt. Han har gjort landskamper både för det spanska och katalanska landslaget, vunnit Champions League tre säsonger i rad som Real Madrids reservmålvakt och vunnit engelska Championship med Leeds United.

## Klubblagskarriär

### Real Madrid, Espanyol
Casilla inledde sin karriär i Real Madrid, innan han 2007 gick till Espanyol. Efter lån till Cádiz och Cartagena kom han från 2013 att etablera sig som klubbens förstamålvakt, och gjorde sammanlagt 126 matcher i alla tävlingar för den Barcelona-baserade klubben. 2015 återvärvades Casilla av Real Madrid, där han blev reservmålvakt bakom Keylor Navas. Över tre och en halv säsong spelade han sammanlagt 43 matcher, och deltog bland annat i samtliga klubbens tre raka Champions League-segrar åren 2016–2018. Efter att Real Madrid sommaren 2018 värvat Thibaut Courtois fick Casilla färre möjligheter till speltid.

### Leeds United
Den 17 januari värvades Casilla på en fri transfer av serieledande Championship-klubben Leeds United, där han skrev på ett kontrakt fram till sommaren 2023. Han övertog den ordinarie målvaktsplatsen från Bailey Peacock-Farrell och hann spela 17 seriematcher innan säsongsslutet. Den 16 mars 2019 ådrog han sig ett rött kort när Leeds förlorade med 1–0 borta mot Sheffield United. Leeds United säsongen slutade på tredje plats och förlorade därefter playoffsemifinalen mot Derby County med 4–3 över två matcher. Casilla fick i efterhand omfattande kritik för ett ingripande i det andra semifinalmötet, som resulterade i Derbys första av fyra mål för kvällen.
Casilla inledde säsongen 2019/2020 starkt. Efter 19 matcher hade Leeds United släppt in endast tio mål, färre än något annat lag i serien, och Casilla hade hållit nollan tio gånger. Den 28 februari 2020 stängdes Casilla av i åtta matcher efter att en FA-tribunal bedömt att han utsatt Charlton-spelaren Jonathan Leko för rasism under en seriematch den 28 september 2019, något som Casilla själv nekade till. Under hans avstängning tog Illan Meslier över målvaktströjan och behöll denna under återstoden av säsongen, som slutade i serieseger och uppflyttning till Premier League för Leeds United. Casilla förblev på bänken även under större delen av säsongen 2020/2021, då han gjorde endast fem matcher för a-laget.

#### Elche CF (lån)
Den 12 juli 2021 gick Casilla på lån till spanska La Liga-klubben Elche CF för den kommande säsongen.

## Landslagskarriär
Casilla debuterade för Spaniens landslag den 18 november 2014 i en 1–0-förlust mot Tyskland, där han byttes in i den 77:e minuten mot Iker Casillas.

## Meriter

### Real Madrid
- La Liga: 2016/2017
- UEFA Champions League: 2015/2016, 2016/2017, 2017/2018
- Spanska supercupen: 2017
- UEFA Super Cup: 2016, 2017
- VM för klubblag: 2016, 2017, 2018